# Cassidula crassiuscula
Cassidula crassiuscula е вид охлюв от семейство Ellobiidae. Видът не е застрашен от изчезване.

## Разпространение
Разпространен е в Самоа, Тонга, Фиджи, Филипини, Хонконг и Япония.